# Alquife
Alquife település Spanyolországban, Granada tartományban. Alquife Aldeire, La Calahorra, Lanteira, Valle del Zalabí és Jérez del Marquesado községekkel határos. Lakosainak száma 557 fő (2024).

## Népesség
A település népessége az elmúlt években az alábbi módon változott:
| Lakosok száma | 867  | 828  | 788  | 718  | 738  | 701  | 703  | 601  | 561  | 557  |
|               | 2001 | 2004 | 2006 | 2009 | 2011 | 2014 | 2016 | 2019 | 2021 | 2024 |